# 鲁德尔茨豪森
鲁德尔茨豪森是德国巴伐利亚州的一个市镇。总面积40.81平方公里，总人口3207人，其中男性1622人，女性1585人（2011年12月31日），人口密度79人/平方公里。